# يوشيهارو ياماغوتشي
يوشيهارو ياماغوتشي (باليابانية: 山口良治؛ بالكانا: やまぐち よしはる) هو لاعب اتحاد الرغبي ياباني، ولد في 15 فبراير 1943 في Mihama, Fukui ‏ في اليابان.

## وصلات خارجية
- يوشيهارو ياماغوتشي عل موقع إسبنسكروم (الإنجليزية)
- يوشيهارو ياماغوتشي على موقع IMDb (الإنجليزية)